# 索科塔區
6°18′59″S 78°41′55″W / 6.3164°S 78.6987°W
索科塔區（西班牙語：Distrito de Socota），是秘魯的一個區，位於該國北部卡哈馬卡大區的庫特爾沃省，始建於1875年2月5日，面積134.8平方公里，海拔高度1,800米，2005年人口11,297，人口密度每平方公里84人。